# Oud-Heverlee Leuven (piłka nożna kobiet)
Oud-Heverlee Leuven – kobieca sekcja belgijskiego klubu piłki nożnej Oud-Heverlee Leuven, mający siedzibę w mieście Leuven, w środku kraju, występujący od sezonu 2015/16 w rozgrywkach Super League, a wcześniej, w latach 2000–2012 w rozgrywkach Eerste Klasse oraz w latach 2013–2015 w nowo powstałej, transgranicznej lidze Belgii i Holandii (BeNe League).

## Historia
Chronologia nazw:
- 1990: FC Zwarte Duivels Oud-Heverlee
- 2002: Oud-Heverlee Leuven – po fuzji z Stade Leuven i Daring Club Leuven

Kobieca drużyna piłkarska Oud-Heverlee Leuven została założona w mieście Leuven w 1990 roku. Drużyna kobiet natychmiast startowała w lidze prowincjonalnej Vlaams-Brabant, zajmując trzecie miejsce. W następnym sezonie znów została sklasyfikowana na trzeciej pozycji, a w sezonie 1992/93 wygrała mistrzostwo ligi i awansowała do Tweede Klasse (D2). Sezon 1993/94 zespół zakończył na trzeciej lokacie, a 1995 został najlepszą drużyną ligi i zdobył historyczny awans do Eerste Klasse (D1). W debiutowym sezonie 1995/96 zespół zajął ostatnie 12.miejsce. Przez kolejne dwa sezony również zajmował ostatnie miejsca w tabeli, ale udało mu się utrzymać na najwyższym poziomie. Z czasem został jednym ze średniaków ligi.
W 2002 roku doszło do fuzji najlepszych klubów z Leuven, pomiędzy Stade Leuven, Daring Club Leuven i Zwarte Duivels Oud-Heverlee, w wyniku czego powstał klub Oud-Heverlee Leuven. W sezonie 2004/05 osiągnął najlepszy dotychczasowy wynik, zajmując czwarte miejsce. W sezonie 2012/13 drużyna startowała w pierwszych rozgrywkach Women's BeNe League, w której doszło do połączenia belgijskiej First Division i holenderskiej Eredivisie. W debiutowym sezonie zajęła końcowe 13.miejsce w lidze. W następnych dwóch sezonach została sklasyfikowana odpowiednio na 10. i 13.pozycji ligowej. Po rozwiązaniu Women's BeNe League od sezonu 2015/16 ponownie rozgrywano osobne mistrzostwa Belgii w lidze, zwanej Super League. W sezonie 2015/16 drużyna została sklasyfikowana na ósmej pozycji. Sezon 2019/20 nie dokończono z powodu pandemii COVID-19, a w sezonie 2020/21 zespół wywalczył wicemistrzostwo. W kolejnych dwóch sezonach również potwierdził status wicemistrza.

## Barwy klubowe, strój, herb, hymn
|  |  |  |  |

Klub ma barwy biało-czarno-czerwono-zielone. Piłkarki domowe spotkania zazwyczaj grają w białych koszulkach, białych spodenkach oraz białych getrach.

## Sukcesy

### Trofea międzynarodowe
Do chwili obecnej klub jeszcze nigdy nie zakwalifikował się do rozgrywek europejskich.

### Trofea krajowe
| \| \| Zdobyte trofea w rozgrywkach Belgii (stan na: 31-05-2023) \| |                                                           |      |                                    |
| Rozgrywki                                                          | Osiągnięcie                                               | Razy | Sezon(y)                           |
| Mistrzostwo                                                        | I miejsce                                                 | 0    |                                    |
| Mistrzostwo                                                        | II miejsce                                                | 3    | 2020/21, 2021/22, 2022/23          |
| Mistrzostwo                                                        | III miejsce                                               |      |                                    |
| Puchar                                                             | zdobywca                                                  | 0    |                                    |
| Puchar                                                             | finalista                                                 | 0    |                                    |
| Puchar                                                             | półfinalista                                              | 4    | 2003/04, 2004/05, 2006/07, 2017/18 |
| II liga                                                            | I miejsce                                                 | 1    | 1994/95                            |
| II liga                                                            | II miejsce                                                | 0    |                                    |
| II liga                                                            | III miejsce                                               | 1    | 1993/94                            |
| Belgia                                                             | Zdobyte trofea w rozgrywkach Belgii (stan na: 31-05-2023) |      |                                    |

### Inne trofea
- 1e Prov. Vlaams-Brabant (D3):
  - mistrz (1x): 1992/93

## Poszczególne sezony

### Rozgrywki międzynarodowe

#### Europejskie puchary
Klub nigdy nie uczestniczył w rozgrywkach europejskich.

### Rozgrywki krajowe
| \| Belgia \| Bilans występów klubu w rozgrywkach piłkarskich Belgii (Stan na 31 maja 2023 r.) \| \| |                                                                                  |        |       |   |   |   |    |    |     |            |        |        |       |
| Poziom                                                                                              | Rozgrywki                                                                        | Sezony | Mecze | Z | R | P | B+ | B– | Pkt | Lata       | Awanse | Spadki | Naj.  |
| I                                                                                                   | Eerste Klasse / Super League                                                     | 28     |       |   |   |   |    |    |     | od 1995/96 | 0      | 0      | 2     |
| II                                                                                                  | Tweede Klasse / Eerste Klasse                                                    | 2      |       |   |   |   |    |    |     | 1993–1995  | 1      | 0      | 1     |
| III                                                                                                 | Prov. reeks / Tweede Klasse / Derde Klasse                                       | 3      |       |   |   |   |    |    |     | 1990–1993  | 1      | 0      | 1     |
| | Puchar Belgii                                                                    | 29     |       |   |   |   |    |    |     | od 1993/94 | 0      | 0      | 1/2 f |
| | Superpuchar Belgii                                                               | 0      |       |   |   |   |    |    |     |            | 0      | 0      |       |
| Belgia                                                                                              | Bilans występów klubu w rozgrywkach piłkarskich Belgii (Stan na 31 maja 2023 r.) |        |       |   |   |   |    |    |     |            |        |        |       |

## Piłkarki, trenerzy, prezydenci i właściciele klubu

### Trenerzy
...
- 201?–2019:  Jelle Roekens
- od 2020:  Jimmy Coenraets

## Struktura klubu

### Stadion
Drużyna rozgrywa swoje mecze domowe w Leuven na stadionie Gemeentelijk Stadion, który może pomieścić 1.500 widzów.

## Kibice i rywalizacja z innymi klubami

### Derby
- KVK Tienen
- Standard Liège